# Rivalinder
Rivalinder er en dansk stumfilm fra 1906 produceret af Nordisk Films Kompagni og instrueret af Viggo Larsen.

## Handling
En ungt ægtepar ser ud til at være lykkeligt forelskede, men en dag opdager hustruen, at manden har en affære. Kvinden opsøger med en veninde elskerinden, og de to rivalinder aftaler at afgøre deres konflikt i en duel. Duellen afvikles, og manden når frem og ser den ene død og bliver vred, men bliver så selv skudt.